# Río Cabrera
Río Cabrera är ett vattendrag i Spanien.   Det ligger i regionen Kastilien och Leon, i den nordvästra delen av landet, 300 km nordväst om huvudstaden Madrid.